# Pelourinho de Aljustrel
O Pelourinho de Aljustrel foi uma estrutura histórica na vila de Aljustrel, na região do Alentejo, em Portugal.

## Descrição e história
Esteve provavelmente erigido na antiga Praça da Misericórdia, posteriormente renomeada para Praça 13 de Janeiro. Segundo Francisco Soares Victor, presidente da Câmara Municipal de Aljustrel nos princípios do século XX, era composto por uma «coluna de mármore cilíndrica». Segundo o mesmo autor, foi derrubado «por um grupo de rapazes traquinas pertencentes às primeiras famílias da vila, já depois de 1860», e em 1900 estava já dividido em vários fragmentos e sem destino. Em 1905, a Real Associação dos Architectos Civis e Archeologos Portuguezes fez uma investigação sobre os pelourinhos e cruzeiros nacionais, tendo questionado neste sentido as autarquias. Francisco Soares Victor respondeu que o Pelourinho de Messejana estava em boas condições, mas do de Aljustrel apenas restavam algumas partes, incluindo a coluna e o remate, que estavam guardados para serem futuramente expostos num museu que iria ser criado junto à biblioteca. No entanto, este impulso original de fundar um museu não chegou a avançar, tendo a criação de um Museu Municipal só sido concretizada muito mais tarde, em 2002, e perdeu-se o rasto aos fragmentos do pelourinho.